# Norbert Jaskot
Norbert Jaskot, né le 19 juillet 1971 à Poznań, est un escrimeur polonais

## Palmarès

### Jeux olympiques d'été
- 1992, Barcelone
  - 6e au Sabre par équipe
- 1996, Atlanta
  - 14e au Sabre individuel
  - 4e au Sabre par équipe
- 2000, Sidney
  - 14e au Sabre individuel
  - 7e au Sabre par équipe

### Championnats du monde
- 1999 à Séoul 
  -  Médaille d'argent en sabre par équipe
- 1998 à La Chaux-de-Fonds
  -  Médaille de bronze en sabre par équipe

### Championnats d'Europe
- 1998 à Plovdiv 
  -  Champion d'Europe en sabre par équipe

### Autres compétitions
- Champion national en 1999
- Sabre de Wołodyjowski en 1997